# Gelfond–Schneiders konstant
Inom matematiken är Gelfond–Schneiders konstant eller Hilberts tal en matematisk konstant definierad som
{\displaystyle 2^{\sqrt {2}}=2.6651441426902251886502972498731\ldots }
som bevisades vara transcendent av Rodion Kuzmin 1930.
1934 bevisade Alexander Gelfond ett mer allmänt resultat, Gelfond–Schneiders sats, som löste Hilberts sjunde problem.